# Жота
Жуан Педру Невіш Філіпе (порт. João Pedro Neves Filipe), більш відомий як Жота (порт. Jota, нар. 30 березня 1999, Лісабон) — португальський футболіст, нападник і вінгер саудівського клубу «Аль-Іттіхад».

## Клубна кар'єра
Народився 30 березня 1999 року в місті Лісабон. Вихованець футбольної школи клубу «Бенфіка». З 2016 року став виступати у складі другої команди клубу, в якій провів три сезони, взявши участь у 47 матчах чемпіонату.
На початку 2019 року був переведений до першої команди. 24 лютого дебютував за першу команду «Бенфіки» в матчі чемпіонату проти «Шавеша». А вже 14 березня дебютував і в єврокубках, зігравши в другій грі 1/8 фіналу Ліги Європи проти загребського «Динамо» (3:0). У 2019 році виграв з командою чемпіонат та Суперкубок Португалії.

## Виступи за збірні
2015 року дебютував у складі юнацької збірної Португалії (U-15). Разом зі збірною до 17 років став чемпіоном Європи серед юніорів у 2016 році. Нападник взяв участь у всіх шести зустрічах цієї першості, але не забив жодного гола. Його збірна виграла турнір, обігравши іспанців в серії пенальті, Жота свій удар виконав точно. Згодом разом зі збірною до 19 років виграв юнацький чемпіонат Європи 2018 року, де з 5 голами став найкращим бомбардиром і був включений у символічну збірну. З командою до 20 років брав участь у молодіжному чемпіонаті світу 2019 року в Польщі, де в останній грі групового етапу проти ПАР Жота не реалізував пенальті, через що португальці зіграли внічию 1:1 і сенсаційно не вийшли з групи. Загалом на юнацькому рівні взяв участь у 48 іграх, відзначившись 21 забитими голами.
З 2018 року став залучатись до складу молодіжної збірної Португалії. На молодіжному рівні зіграв у 18 офіційних матчах, забив 5 голів.

## Статистика виступів

### Статистика клубних виступів
| Сезон                 | Команда               | Чемпіонат             | Чемпіонат | Чемпіонат | Національний кубок | Національний кубок | Національний кубок | Континентальні кубки | Континентальні кубки | Континентальні кубки | Інші змагання | Інші змагання | Інші змагання | Усього | Усього | Усього |
| Сезон                 | Команда               | Ліга                  | Ігор      | Голів     | Ліга               | Ігор               | Голів              | Ліга                 | Ігор                 | Голів                | Ліга          | Ігор          | Голів         | Ігор   | Голів  |        |
| --------------------- | --------------------- | --------------------- | --------- | --------- | ------------------ | ------------------ | ------------------ | -------------------- | -------------------- | -------------------- | ------------- | ------------- | ------------- | ------ | ------ | ------ |
| 2016–17               | «Бенфіка Б»           | СД (ІІ)               | 14        | 1         |                    | -                  | -                  |                      | -                    | -                    |               | -             | -             | 14     | 1      |        |
| 2017–18               | «Бенфіка Б»           | СД (ІІ)               | 13        | 0         |                    | -                  | -                  |                      | -                    | -                    |               | -             | -             | 13     | 0      |        |
| 2018–19               | «Бенфіка Б»           | СД (ІІ)               | 20        | 8         |                    | -                  | -                  |                      | -                    | -                    |               | -             | -             | 20     | 8      |        |
| Усього за «Бенфіку Б» | Усього за «Бенфіку Б» | Усього за «Бенфіку Б» | 47        | 9         |                    | -                  | -                  |                      | -                    | -                    |               | -             | -             | 47     | 9      |        |
| 2018–19               | «Бенфіка»             | ПЛ                    | 4         | 0         | КП+КЛ              | 0+0                | 0                  | ЛЄ                   | 1                    | 0                    | -             | -             | -             | 5      | 0      |        |
| 2019–20               | «Бенфіка»             | ПЛ                    | 7         | 0         | КП+КЛ              | 1+2                | 0+1                | ЛЧ                   | 2                    | 0                    |               | -             | -             | 12     | 1      |        |
| Усього за «Бенфіку»   | Усього за «Бенфіку»   | Усього за «Бенфіку»   | 11        | 0         |                    | 3                  | 1                  |                      | 3                    | 0                    |               | -             | -             | 17     | 1      |        |
| Усього за кар'єру     | Усього за кар'єру     | Усього за кар'єру     | 57        | 9         |                    | 3                  | 1                  |                      | 3                    | 0                    |               | -             | -             | 64     | 10     |        |

## Титули і досягнення
- Чемпіон Португалії (1):

«Бенфіка»: 2018-19
- Володар Суперкубка Португалії (1):

«Бенфіка»: 2019
- Володар Кубка шотландської ліги (2):

«Селтік»: 2021-22, 2022-23
- Чемпіон Шотландії (3):

«Селтік»: 2021-22, 2022-23, 2024-25
- Володар Кубка Шотландії (1):

«Селтік»: 2022-23
Збірні
- Чемпіон Європи (U-17): 2016
- Чемпіон Європи (U-19): 2018
- Найкращий бомбардир юнацького чемпіонату Європи (до 19 років): 2018 (5 голів)